# Distrito de Basarabeasca
El distrito de Basarabeasca es uno de los distritos (en rumano: raion) en el sur de Moldavia. Su centro administrativo (Oraș-reședință) es la ciudad de Basarabeasca.

## Subdivisiones
Comprende la ciudad de Basarabeasca y seis comunas:
- Abaclia
- Bașcalia
- Carabetovca
- Iordanovca
- Iserlia
- Sadaclia